# Diocese de Mandeville

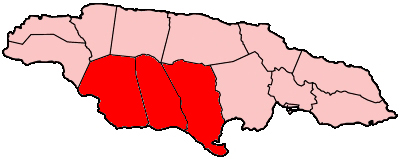
Localização da diocese no mapa

A Diocese de Mandeville (em latim:  Dioecesis Mandevillensis) foi erguida em 15 de abril de 1991, como Vicariato Apostólico de Mandeville, é uma diocese  sufragânea da Arquidiocese de Kingston, na Jamaica. Foi elevada a tal em 21 de novembro de 1997.

## Bispos
Administração apostólica:
- Paul Michael Boyle, C.P. (1991—2004)
- Gordon Dunlap Bennett, S.J. (2004—2006)
- Neil Edward Tiedemann, C.P. (maio de 2006—presente)